# Straß (Dorfen)
Straß ist ein Gemeindeteil der Stadt Dorfen im oberbayerischen Landkreis Erding.

## Lage
Der Weiler Straß liegt in der Luftlinie 2,6 Kilometer südöstlich des Bahnhofs von Dorfen. Der Weiler liegt 6,6 Kilometer südwestlich der gleichnamigen Einöde Straß, die zur Unterscheidung auch Adlstraß oder Straß (8251) genannt wird.

## Bevölkerungsentwicklung
Es gab 1871 in Straß 29 Einwohner. Im Mai 1987 lebten dort 25 Einwohner in sieben Wohngebäuden.
| Jahr      | 1871 | 1925 | 1950 | 1970 | 1987 |
| Einwohner | 29   | 39   | 49   | 28   | 25   |